# Rukavička (film)
Rukavička je české filmové drama režiséra Jana Alfréda Holmana z roku 1941.

## Obsazení
| Nataša Gollová      | Mařenka Berková                               |
| Vojta Novák         | bankéř Antonín Berka, Mařenčin otec           |
| Eva Vrchlická       | Berková, Mařenčina matka                      |
| František Vnouček   | Jan Půst, Berkův nevlastní synovec            |
| Otomar Korbelář     | klavírní virtuóz Arne Brant                   |
| Vlasta Fabianová    | Pavlina Zejdová, dříve tanečnice Pavlina Doré |
| František Kreuzmann | impresário Ferdinand Brychta                  |
| Růžena Šlemrová     | Klanicová, Mařenčina babička                  |
| Vladimír Majer      | koncertní podnikatel Houdek                   |
| Meda Valentová      | Houdkova žena                                 |
| Božena Šustrová     | Adélka, dcera Houdkových                      |
| Theodor Pištěk      | příbuzný pana Berky                           |
| Ferenc Futurista    | parketář                                      |
| Eman Fiala          | ladič pian                                    |
| Jaroslav Sadílek    | číšník                                        |
| Josef Kemr          | cukrář                                        |

## Tvůrci a štáb
- Režie: Jan Alfréd Holman
- Předloha: Václav Řezáč (filmová povídka Milostná bloudění)
- Scénář: Jan Alfréd Holman
- Kamera: Václav Hanuš
- Vedoucí výroby: František Jerhot, Josef Valenta
- Hudba: Jiří Srnka
- Architekt: Jan Zázvorka, Bohumil Heš
- Návrhy kostýmů: Adolf Wenig
- Kostýmy: František Mádl, Kateřina Černá
- Zvuk: Miroslav Prokeš, František Šindelář, Vilém Taraba, Antonín Rambousek
- Střih: Jan Kohout
- Masky: Josef Kobík, František Rous
- Výprava: Prokop Pěkný
- Asistent režie: Vratislav Innemann
- Odborný poradce: Zdeněk Němeček (jazykový)
- Fotograf: Willi Ströminger

## Produkční a technické údaje
- Souběžný protektorátní název: Der Handschuh
- Začátek natáčení: 17. prosince 1940
- Konec natáčení: únor 1941
- Copyright: 1941
- Premiéra: 14. března 1941
- Obnovená premiéra: 8. září 1945
- Výroba: Lloyd
- Distribuce: 
  - Lloyd (původní, 1941)
  - Státní půjčovna filmů (obnovená, 1945)
- Barva: černobílý
- Jazyk: čeština
- Zvukový systém: Visatone
- Délka: cca 106 minut
- Ateliéry: FOJA Radlice
- Exteriéry: Praha: Nové Město, Obecní dům, Smetanova síň

## Zajímavosti
- V září 1945 byl film v obnovené premiéře znovu uveden do kinodistribuce. Od tohoto data až do 29. ledna 1947, kdy byl stažen z distribuce, vidělo film v českých kinech v rámci 2 349 představení celkem 541 165 diváků.[1]